# Kolín, Kouřim, Poděbrady, Sadská (volební obvod Českého zemského sněmu)
Kolín, Kouřim, Poděbrady, Sadská byl volební obvod, který volil jednoho poslance Českého zemského sněmu. Volili v něm občané měst Kolín, Kouřim, Poděbrady a Sadská. V rámci kuriového volebního systému se jednalo o skupinu měst a průmyslových míst. Volební obvod byl zřízen s ustavením voleného sněmu v roce 1861 a definitivně zanikl se vznikem Československa roku 1918.

## Charakteristika obvodu
| Rok           | 1895  | 1901  | 1908  |
| ------------- | ----- | ----- | ----- |
| Počet voličů  | 2 255 | 2 664 | 2 969 |
| Volební účast | 41,8  | 30,2  | 56,6  |

Volby probíhaly dvoukolovým většinovým systémem; pokud první dva kandidáti nezískali více než 50 % hlasů, konalo se další kolo hlasování. Volební právo bylo po celou dobu existence okresu omezené podle daňového cenzu, volit mohli pouze občané daných měst platící alespoň 5 zlatých přímých daní. Volební řád nespecifikoval pohlaví oprávněných voličů, v praxi však úřady k volbám připouštěly pouze muže. Roku 1908 mělo volební právo 11 % občanského obyvatelstva.

## Seznam poslanců
| Poslanec               | Poslanec          | Strana             | Volby        |
| ---------------------- | ----------------- | ------------------ | ------------ |
|                        | Antonín Mareš     | nezávislý          | 1861         |
|                        | Emanuel Trmal     | staročeši          | 1867 (leden) |
| 1867 (březen)          | Emanuel Trmal     | staročeši          |              |
| 1870                   | Emanuel Trmal     | staročeši          |              |
|                        | František Havelec | staročeši          | 1872         |
| 1873 dopl.             | František Havelec | staročeši          |              |
| 1874 dopl.             | František Havelec | staročeši          |              |
| 1875 dopl.             | František Havelec | staročeši          |              |
| 1876 dopl.             | František Havelec | staročeši          |              |
| 1878                   | František Havelec | staročeši          |              |
|                        | Václav Radimský   | staročeši          | 1879 dopl.   |
| 1883                   | Václav Radimský   | staročeši          |              |
| 1889                   | Václav Radimský   | staročeši          |              |
| 1891 dopl.             | Václav Radimský   | staročeši          |              |
|                        | Karel Baxa        | radikální kandidát | 1895         |
| státoprávní radikálové | Karel Baxa        | 1901               |              |
| státoprávní radikálové | Karel Baxa        | 1908               |              |

## Volby

### Volby 1908
| Zemské volby 1908        |                                 |                                 |             |             |             |
| Kandidát                 | Kandidát                        | Strana                          | První volba | První volba | První volba |
| Kandidát                 | Kandidát                        | Strana                          | Hlasy       | %           | ±%          |
|                          | Karel Baxa                      | Státoprávní radikálové          | 1 333       | 80,1        | –14,1       |
|                          | Vilém Černý                     | Sociální demokraté              | 310         | 18,6        | +14,4       |
|                          | roztříštěné hlasy               | roztříštěné hlasy               | 22          | 1,3         | –0,3        |
| neplatné a prázdné hlasy | neplatné a prázdné hlasy        | neplatné a prázdné hlasy        | 15          | 0,9         |             |
| Celkem/účast             | Celkem/účast                    | Celkem/účast                    | 1 680       | 56,6        | +26,4       |
|                          | Státoprávní radikálové obhájili | Státoprávní radikálové obhájili | ±           |             |             |

### Volby 1901
| Zemské volby 1901        |                                 |                                 |             |             |             |
| Kandidát                 | Kandidát                        | Strana                          | První volba | První volba | První volba |
| Kandidát                 | Kandidát                        | Strana                          | Hlasy       | %           | ±%          |
|                          | Karel Baxa                      | Státoprávní radikálové          | 742         | 94,2        | +42,8       |
|                          | Antonín Reis                    | Sociální demokraté              | 33          | 4,2         | +4,0        |
|                          | roztříštěné hlasy               | roztříštěné hlasy               | 13          | 1,6         | +0,9        |
| neplatné a prázdné hlasy | neplatné a prázdné hlasy        | neplatné a prázdné hlasy        | 17          | 2,1         |             |
| Celkem/účast             | Celkem/účast                    | Celkem/účast                    | 805         | 30,2        | –11,6       |
|                          | Státoprávní radikálové obhájili | Státoprávní radikálové obhájili | ±           |             |             |

### Volby 1895
| Zemské volby 1895        |                                  |                                  |             |             |             |
| Kandidát                 | Kandidát                         | Strana                           | První volba | První volba | První volba |
| Kandidát                 | Kandidát                         | Strana                           | Hlasy       | %           | ±%          |
|                          | Karel Baxa                       | radikální kandidát               | 473         | 51,4        |             |
|                          | Josef V. Kalaš                   | Mladočeši                        | 441         | 47,9        | +4,8        |
|                          | roztříštěné hlasy                | roztříštěné hlasy                | 6           | 0,7         |             |
| neplatné a prázdné hlasy | neplatné a prázdné hlasy         | neplatné a prázdné hlasy         | 23          | 2,4         |             |
| Celkem/účast             | Celkem/účast                     | Celkem/účast                     | 943         | 41,8        |             |
|                          | Radikálové získali od staročechů | Radikálové získali od staročechů | ±           |             |             |

### Volby 1889
| Zemské volby 1889        |                    |                    |             |             |             |
| Kandidát                 | Kandidát           | Strana             | První volba | První volba | První volba |
| Kandidát                 | Kandidát           | Strana             | Hlasy       | %           | ±%          |
|                          | Václav Radimský    | Staročeši          | 921         | 56,9        |             |
|                          | Josef Fořt         | Mladočeši          | 697         | 43,1        |             |
| neplatné a prázdné hlasy |                    |                    |             |             |             |
| Celkem/účast             |                    |                    |             |             |             |
|                          | Staročeši obhájili | Staročeši obhájili | ±           |             |             |